# Domu (langue)
Le domu est une langue papoue parlée en Papouasie-Nouvelle-Guinée dans la province centrale.

## Classification
Le domu est une des langues mailuanes, une des familles de langues papoues.

## Sources
- (en) Harald Hammarström, Robert Forkel, Martin Haspelmath, Sebastian Bank, Glottolog, Domu.